# Toponimia Wrocławia
Toponimy Wrocławia – pierwszy wykaz ulic Wrocławia został wydany już w 1743 r., kiedy to na mocy zarządzenia Fryderyka Wielkiego zaczęto numerować domy. W 1824 r. dokonano pierwszych zmian nazw ulic tak, aby dotychczasowe oznaczenie budynków było od tej pory także wyznacznikiem pasa ruchu. Wiek XIX z kolei spowodował, że wraz ze wzrostem uprzemysłowienia i rozwoju miasta, wyznaczano nowe ulice, którym nadawano nazwy. Duża zmiana w nazewnictwie nastąpiła po II wojnie światowej, kiedy to nazwy niemieckie zastępowano nazwami rodzimymi lub tłumaczeniami nazw poprzednich. Powołano wówczas Komisję Nazewnictwa Ulic, która już w 1946 r. przygotowała nowy plan miasta z polskimi nazwami. Zajmowano się wówczas usuwaniem i tłumaczeniem nazw niemieckich, a także nadawaniem nowych nazw podkreślających polskość miasta. Po 1990 r. dokonano znacznych zmian, służących zniesieniu nazw o zabarwieniu socjalistycznym.
W grupie nazw utworzonych od innych nazw własnych niewiele ponad połowę (51%) stanowią onimy utworzone od nazw osobowych . Wśród niemieckich nazw odosobowych najwięcej nawiązywało do nazwisk poetów, pisarzy (np. Arndtstrasse – obecnie Bolesława Ulanowskiego) oraz właścicieli terenu, na którym dana ulica powstała (np. Ottostrasse – obecnie Kazimierza Jagiellończyka). Sporo nazw pochodziło również od nazwisk generałów, żołnierzy, szczególnie bohaterów I wojny światowej (np. Gneisenauplatz – obecnie  plac Generała Józefa Bema). Pozostałe nazwy upamiętniały poszczególne osoby z dynastii rządzących (np. Hohenzollernstrasse – obecnie Sudecka), naukowców (np. Humboldtstrasse – obecnie Józefa Rostafińskiego), burmistrzów miasta bądź prowincji (np. Friedenburgstrasse – obecnie  Mieszka I), działaczy oraz polityków i ludzi związanych ze sztuką, np. malarzy. Większość z tych nazw została po wojnie zastąpiona nazwami utworzonymi od leksemów opisujących świat przyrody bądź dorobek kultury.
Obecnie najwięcej nazw odosobowych upamiętnia ludzi świata nauki oraz pisarzy, poetów, twórców (np. Mikołaja Reja, Mikołaja Sępa-Szarzyńskiego). Nawiązuje się też do nazw władców Polski (np. Henryka Brodatego), generałów i osób wojskowych (np. gen. Józefa Hallera), polityków oraz kapłanów (np. Kardynała Stefana Wyszyńskiego). Zauważa się też nazwy pochodzące od nazw osób legendarnych, np. ulica Krakusa, od nazwisk osób związanych z teatrem, sztuką. Można zatem stwierdzić, że nazewnictwo wrocławskich obiektów miejskich jest mocno zakorzenione w tradycji (patrz rys. 1). W analizowanych obrębach ewidencyjnych nie zauważa się tendencji do nazywania ulic, placów w sposób innowacyjny, nieodzwierciedlający historii danego obiektu. Nie występują tu nazwy „odmedialne” ani utworzone od nazw zagranicznych miejscowości lub regionów krajów. Widać natomiast, że wśród nazw odosobowych od czasu II wojny światowej znacznie przybyło nazw pochodzących od nazwisk osób duchownych, kanonizowanych bądź beatyfikowanych. Wzrosła także liczba nazw upamiętniających ludzi związanych ze sztuką. Zmniejszyły się grupy nazw nawiązujących do osób wojskowych oraz szczególnie zasłużonych dla regionu, np. fundatorów domu opieki. Nazwy upamiętniające współzałożycieli traktów zostały zlikwidowane, ponieważ zapewne dla Polaków były niezrozumiałe.
| grupy społeczne/zawodowe                                             | liczba niemieckich nazw odosobowych | liczba obecnych polskich nazw odosobowych |
| -------------------------------------------------------------------- | ----------------------------------- | ----------------------------------------- |
| poeci/pisarze/ dziennikarze/publicyści                               | 24                                  | 32                                        |
| naukowcy                                                             | 18                                  | 41                                        |
| władcy/dynastie                                                      | 15                                  | 14                                        |
| burmistrzowie/politycy                                               | 20                                  | 13                                        |
| działacze/zasłużeni dla regionu                                      | 22                                  | 12                                        |
| generałowie/żołnierze                                                | 22                                  | 16                                        |
| osoby związane ze sztuką: malarze/reżyserzy/aktorzy/muzycy           | 5                                   | 10                                        |
| osoby duchowne                                                       | 1                                   | 13                                        |
| współzałożyciele ulic/właściciele terenów, na których powstała ulica | 32                                  | 0                                         |
| święci/błogosławieni                                                 | 0                                   | 4                                         |
| osoby legendarne                                                     | 0                                   | 3                                         |

Rys. 1. Liczba nazw odosobowych upamiętniających poszczególne grupy społeczne lub zawodowe .
W latach 1945–ok.1991 obowiązywały również nazwy odosobowe, upamiętniające działaczy robotniczych, bohaterów socjalizmu. W analizowanych obrębach ewidencyjnych  takich nazw jest osiemnaście (np. plac PKWN – obecnie plac Legionów, plac Czerwony – obecnie plac Solidarności, Marcelego Nowotki – obecnie Krupnicza. Najwięcej nazw nacechowanych ideologią socjalistyczną nadano na mocy uchwały z 24 marca 1948 r.. Zmiana ustroju politycznego wymusiła także zmiany w nazewnictwie. Najwięcej obiektów miejskich zostało wówczas przemianowanych na mocy uchwały Rady Miejskiej Wrocławia z 8 maja 1991 r.. Nadając nowe nazwy, odwoływano się do polskich bohaterów i twórców, ale też często powracano do nazw tradycyjnych danego traktu.
Kolejną ważną grupą w tej klasie są nazwy pochodzące od nazw miejscowości (28%). Najmniejszą część stanowią nazwy utworzone od nazw etnicznych, których we wszystkich analizowanych obrębach ewidencyjnych jest zaledwie sześć. Na przestrzeni wieków nazewnictwo obiektów miejskich Wrocławia zmieniało się wraz z mieszkającą tu ludnością i funkcjami, jakie miasto pełniło. W związku z tym należało by się spodziewać, że obecne nazwy nie opierają się na tradycji nazewniczej. Tymczasem 27% wszystkich analizowanych nazw stanowią nazwy  tłumaczone z języka niemieckiego po II wojnie światowej. W obrębie ewidencyjnym Stare Miasto nazwy tłumaczone stanowią 45% wszystkich nazw tego obrębu,  z czego najwięcej przetłumaczono nazw pochodzących od nazw miejscowości i od nazw topograficznych. Ważne są też klasy nazw pochodzących od nazwań ludzi i od nazw topograficznych. Godne uwagi są dwie przetłumaczone nazwy odosobowe (Johanna Heinricha Pestalozziego i Wilhelma Roentgena). Stało się tak, ponieważ tylko te niemieckie nazwy odosobowe nie miały dla Polaków znaczenia pejoratywnego. Pozostałe wywoływały negatywne skojarzenia.
Spośród wszystkich tłumaczonych nazw najwięcej znajduje się na terenie obrębów ewidencyjnych Stare Miasto i Plac Grunwaldzki, najmniej – na Kleczkowie. Wynika to zapewne poniekąd z wielkości danego obrębu, ale trzeba też zdawać sobie sprawę, że na Kleczkowie przeważają nazwy odosobowe, które ze względów wyjaśnionych wyżej nie mogły być tłumaczone. Ciekawym zagadnieniem jest także sposób, w jaki tłumaczono lub przekształcano element określany nazwy po II wojnie światowej. W dwóch przypadkach ‘Platz’ zamieniono na ‘skwer’, w jednym – ‘Strasse’ zastąpiono ‘placem’, w jednym – ‘Strasse’ wyparte zostało przez ‘aleję’. Dość mocno wyróżniającym się elementem znaczącym jest ‘Brücke’ zamienione na gruncie polskim na ‘ulicę’.  Dotyczy to obecnych ulic Kuźniczej (Schmiedebrücke) i Szewskiej (Schuhbrücke), w nazwach których ‘Brücke’ miało nawiązywać do drewnianej nawierzchni ulicy. Na gruncie polskim również zachodziły zmiany. I tak w przypadku nazwy plac Maksa Borna element określany ‘plac’ zastępuje wcześniejsze ‘wybrzeże’. W przypadku dwóch ‘mostów’ dokonano zmiany na ‘kładki’.
Powyższa analiza materiału badawczego wykazała, że nazewnictwo wrocławskich obiektów miejskich jest bardzo zróżnicowane. Należy zauważyć, że jednym z ciekawszych zagadnień w analizowanych obrębach ewidencyjnych są nazwy odosobowe, które wskazują ludzi szczególnie cenionych w danym społeczeństwie. Urozmaicony jest w tym przypadku także element określany. Nazwy odosobowe stanowią bowiem część nazw ulic, alei, mostów, placów, skwerów itd. Zrozumiałe jest też, że tylko dwie nazwy odosobowe zostały przetłumaczone. Godne uwagi są też nazwy utworzone od nazw miejscowości i nazw topograficznych. Stanowią one grupę nazw najliczniej przetłumaczonych z języka niemieckiego na język polski. Analiza ukazała również bogactwo leksemów używanych w nazewnictwie miejskim jako element określany. Warto zwrócić uwagę na to, że nazwy wrocławskich obiektów miejskich są bardzo mocno oparte na tradycji i historii miasta. Komisja Nazewnictwa Ulic Towarzystwa Miłośników Wrocławia niejednokrotnie nie aprobowała nazw zaproponowanych przez mieszkańców miasta. I tak, dzięki temu, ulica Grunwaldzka to nie aleja: Międzynarodową Krwią Zdobyta, Bezproblemowa, Szturmem Wydarta Wrogowi z Lwiej Paszczy, Krwią Polską Zbryzgana po Kolana, (…) Wdzięczności Poległych Żołnierzy za Wolność Waszą i Naszą, ulica Nożownicza nie jest ulicą Kubusia Puchatka, a plac Katedralny – placem Kardynała Bolesława Kominka. Zaproponowane zmiany zmierzałyby bowiem do zatarcia tradycji wrocławskiego nazewnictwa, dzięki której nazwy obiektów miejskich nie tylko nazywają przestrzeń miejską, ale także przekazują informację o jej historii.
Z przeprowadzonej analizy materiału badawczego jasno wynika, że nazwy utworzone od nazw miejscowości i obiektów topograficznych oraz od leksemów opisujących cechy topograficzne obiektu były najczęściej tłumaczonymi po II wojnie światowej nazwami. Z kolei nazwy odosobowe są nazwami, które najczęściej zmieniano, pozostawiając je jednocześnie w tej samej klasie semantycznej. Podobnie w przypadku nazw utworzonych od nazw miejscowości, obiektów topograficznych i leksemów opisujących cechy topograficzne obiektu.
Podsumowując, można zauważyć, że najciekawszymi pod względem językoznawczym są we Wrocławiu nazwy utworzone od nazw osób, miejscowości, nazw topograficznych oraz powstałych od leksemów opisujących cechy topograficzne obiektu. To w tych grupach klasyfikacji semantycznej zachodziły największe przemiany i jednocześnie najwięcej nazw utrzymało się w swojej tradycji nazewniczej.
Nazewnictwo wrocławskich obiektów miejskich odzwierciedla też losy miasta. Świadczą o tym zmiany, jakie nastąpiły względem elementu określanego. Wraz z rozbudową Wrocławia zmieniała się ranga poszczególnych dróg, stąd też coraz mniej traktów miało jako człon określany leksem Weg. Szczególnym typem toponimów są mikrotoponimy – nazwy terenowe. Należy bowiem podkreślić, że nazwy te są nieoficjalne i wskazują obiekty znajdujące się głównie na terenach niezamieszkałych.
Toponimy są zatem swoistym zwierciadłem kultury. Trzeba jednak zauważyć, że w przypadku urbanonimów są to przede wszystkim nazwy nawiązujące do tradycji nazewniczej, podczas gdy w przypadku mikrotoponimów tradycja jest czynnikiem drugorzędnym. Ważniejsze staje się odwołanie do rzeczywistości, wartości ważnych dla danego grona.